# Mesosa anancyloides
Mesosa anancyloides là một loài bọ cánh cứng trong họ Cerambycidae.